# Isle of Man Bank
Банк острова Мэн (мэн. Banc Ellan Vannin, англ. Isle of Man Bank) — крупнейший коммерческий банк острова Мэн. Был основан 26 октября 1865, Был приобретён National Provincial Bank в 1961 году, и вошёл в состав Royal Bank of Scotland Group в 2000 году, как часть National Westminster Bank.
Банк имеет 11 представительств на острове.